# 김계부
김계부(金繼夫, ?~?)는 고려의 무신이다.

## 생애
1010년 11월에 거란의 성종이 직접 40만 군을 이끌고 고려를 침입하자 좌우기군장군(左右奇軍將軍) 김훈(金訓) 등과 완항령(緩項嶺)에서 매복하고 있다가 기습전을 벌여 거란군을 상대로 승리했다.
이후 전공을 인정받아 1011년 2월에 병부시랑(兵部侍郎, 정4품)에 올랐다.